# Sammy Bernstein
Samuel "Sammy" Bernstein è un personaggio dei fumetti pubblicati dalla Marvel Comics, è l'ex marito di Bernie Rosenthal.

## Biografia
Alla sua prima apparizione, Sammy era tra gli organizzatori di un comizio antinazista al quale partecipavano anche Bernie assieme ad alcuni amici, tra i quali Steve Rogers, quando il gruppo guidato da Bernstein ed il gruppo avversario si scontrarono in modo violento, Steve, nei panni di Capitan America, intervenne per fermarli. Più tardi, Sammy assistette all'attentato, fortunatamente fallito, del leader del gruppo nazista contro Capitan America e, vergognandosi del proprio comportamento precedente, si consegnò alle autorità. Successivamente, Samuel viene invitato ad una festa nel palazzo di Bernie e per scherzo afferra Steve da dietro, l'eroe, pensando ad un attacco, si libera del fantomatico avversario con una mossa di judo avvalorando la convinzione del giovane che sia geloso dei suoi trascorsi con l'ex moglie. Anni dopo, Sammy cerca di riconciliarsi con Bernie ma lei gli chiede di lasciarla in pace, l'uomo accetta ma non prima di averle detto che sta commettendo un errore.